# Синельникова, Елена Александровна
Еле́на Александровна Сине́льникова (укр. Олена Олександрівна Синельникова; род. 21 июля 1979, Киев) — украинский продюсер, более известна как автор и генеральный продюсер «Орёл и решка», и директор продакшн-студии «TeenSpirit».

## Биография
Родилась 21 июля 1979 года в Киеве.
Окончила Киевский национальный университет культуры и искусств. После окончания обучения начала работать в различных компаниях. Со временем создала собственную продакшн-студию TeenSpirit, которая занимается производством видео и телепрограмм, среди которых «Вокруг М», «Кухня с Дмитрием Шепелевым» и других. Автор и генеральный продюсер «Орёл и решка».
10 декабря 2015 года вместе с телепередачей отправилась в 9-месячное кругосветное путешествие.
В конце 2016 года Елена появилась в кадре сериала «Орёл и решка. Новый год», в 2022 году стала со-продюсером фильма «Орёл и решка. Кино».

## Награды
| Год  | Премия                                          | Категория                                   | Название                      | Результат |
| ---- | ----------------------------------------------- | ------------------------------------------- | ----------------------------- | --------- |
| 2014 | Индустриальная телевизионная премия ТЭФИ — 2014 | Развлекательная программа «Образ жизни»     | «Орёл и решка. На краю света» | Победа    |
| 2015 | Телетриумф                                      | Информационно-развлекательная программа     | «Орел и решка»                | Победа    |
| 2015 | Телетриумф                                      | Продюсерская группа телевизионной программы | «Орел и решка»                | Номинация |
| 2016 | Индустриальная телевизионная премия ТЭФИ — 2016 | Развлекательная программа «Образ жизни»     | «Орел и решка. Кругосветка»   | Победа    |
| 2016 | Телетриумф                                      | Информационно-развлекательная программа     | «Орел и решка»                | Победа    |
| 2016 | Телетриумф                                      | Продюсерская группа телевизионной программы | «Орел и решка»                | Номинация |

## Личная жизнь
Разведена. Бывший муж, Евгений Синельников — украинский режиссёр, телеведущий, актёр, один из создателей и ведущих шоу «Орёл и решка» на телеканалах «Интер», «Новый канал» и «Пятница». Воспитывают сына Алексея (род 30.03.2012).